# Гаскънейд (окръг, Мисури)
Окръг Гаскънейд (на английски: Gasconade County) е окръг в щата Мисури, Съединени американски щати. Площта му е 1362 km², а населението - 15 342 души (2000). Административен център е град Хърмън.